# Makasar
Makasar (Makassar; w latach 1970–1999 Ujung Pandang) – miasto w Indonezji, na południowo-zachodnim wybrzeżu wyspy Celebes. Jest ośrodkiem administracyjnym prowincji Celebes Południowy.

## Historia
Już w XIV wieku był to ważny port, znany Chińczykom. W 1512 roku dotarli tu Portugalczycy, którzy wkrótce opanowali i zasiedlili to miejsce. W 1607 r. powstała tu faktoria holenderskiej Kompanii Wschodnioindyjskiej. Holendrzy zdobyli miasto w 1667 roku. W roku 1848 Makasar stał się wolnym portem. W latach 1946–1949 był stolicą postholenderskiej Indonezji Wschodniej. Od 1949 r. należy do Indonezji. Stał się siedzibą rzymskokatolickiej archidiecezji Makassar.
Wcześniej miasto nosiło nazwę Ujung Pandang lub Ujungpandang.

## Gospodarka
Makasar jest jednym z głównych portów morskich kraju (eksport kopry, kawy, rotangu, drewna, kauczuku) i miast kraju, liczy 1,3 mln mieszkańców (2003).
W mieście zlokalizowany jest przemysł stoczniowy, spożywczy, włókienniczy, metalowy. Rozwinięte jest rzemiosło artystyczne (wyroby ze srebra). Makasar jest ważnym węzłem komunikacyjnym. Ma międzynarodowy port lotniczy i uniwersytet (Universitas Hasanuddin, zał. w 1956 roku).

## Zabytki i osobliwości
W mieście znajduje się wielki meczet oraz mauzoleum księcia jawajskiego Diponegoro. Pamiątką kolonialną jest pięciokątny Fort Rotterdam (obecnie muzeum, szkoła artystyczna i bursa).

## Kultura
Joseph Conrad umieścił w mieście niektóre epizody swoich powieści – Wyrzutka oraz Freji z siedmiu wysp.

## Miasta partnerskie
- Qingdao, Chińska Republika Ludowa
- Hakodate, Japonia
- Wellington, Nowa Zelandia
- Aden, Jemen
- Makasan, Tajlandia
- Lismore, Australia